# 전설

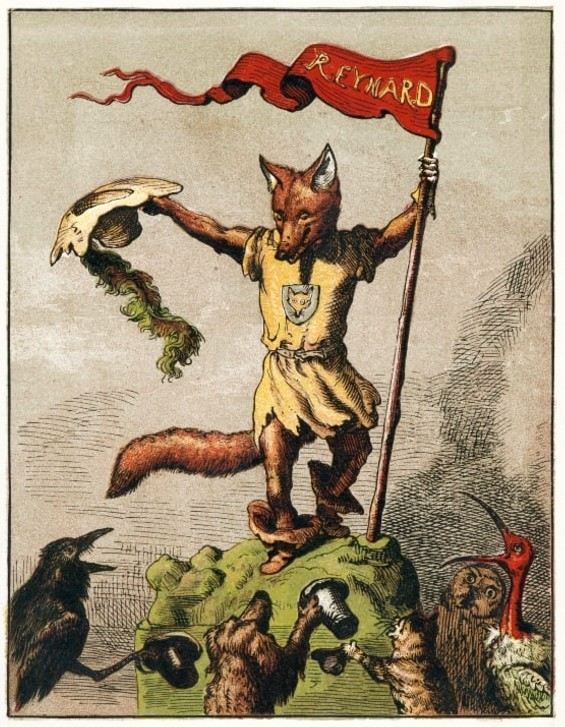

전설(傳說 영어: legend 레전드[*])은 지역에서 옛날부터 전해 내려오는 옛날 이야기의 총칭이다.

## 개념
전설은 오랜 시간에 걸쳐 전해오는 통시간적(通時間的)인 존재이며, 이 시간에 따라 널리 전파되므로 넓은 공간에 파급된 문화형태로 전달하는 내용, 전달하는 사람, 전달방법, 이것을 수용하는 사람, 그리고 어떤 변화가 있다는 점은 언어나 문학 · 언론과 비슷하지만, 일정한 형식과 내용이 결합한 형태로 전하는 과정을 수없이 대를 물려서 현재까지 이르렀다는 시간의 여과(濾過)와 사라질 것은 사라지고 살아남은 것만 전오승하였다는 적자생존한 점이 다른 문화현상과 차이가 있다.

## 특징
전설은 인간과 그 행위를 주제로 이야기한 것으로 말하는 화자와 듣는 청자가 그 이야기의 사실을 믿으며, 이야기를 뒷받침하는 기념물이나 증거물이 있으며, 역사와 깊은 관련이 있어서 역사에서 전설화하였든가, 혹은 역사화의 가능성이 있는 독특한 형식을 가지고 있다.

## 구조
전설이 전개될 때, '하루는, 어느날'이 제시된다. '하루는'이 제시되기 전에는 막연히 시간과 공간과 인간을 제시했을 뿐 능동적인 힘(운동)이 가해진 것이 아니므로 이야기가 활동하지 않는 정적(靜的)인 상태로 발단부분이 되고, '하루는' 이후가 전개부분이 된다. 그 다음은 이야기 내용이 바뀔 때마다 '마침, 그때, 한편, 이때, 얼마 뒤' 등 구체적인 변화시간이 제시된다. 그러다가 과거 이야기 내용이 끝나서 현재까지 순식간에 이어지려고 할 때는 "지금도 그 증거가 있다."는 '지금도'가 제시된다.
이런 시간제시 단어를 시간화소(時間話素)라 하고 '옛날에' 발단부 시작, '하루는' 전개부 시작, '제시된 가변적인 시간' 전개부와 결과부, '지금도' 증시부로 쉽게 구분할 수 있다. 곧, 시간화소에 따라 전설의 진행은 발단부→전개부→결과부→증시부 등 네 부분이 된다. 전설을 크기에 따라 분석해가면, 맨 처음에 다른 전설과 구분이 되는 전설형(傳說型, type)이 있고, 다음에 독립될 수 있는 이야기인 삽화(插話, episode)로 나눌 수 있다. 이 삽화는 전설마다 있는 것도 있고 없는 것도 있어서 일정하지 않다.
다음에 작은 이야깃거리인 모티프(motif)가 있다. "옛날 어느 집안 자제 가운데 훌륭하게 될 소지가 있는 아이가 있으면 그 아이는 물론 그 집안 전체를 몰살하였다. 아기장수가 태어난 것이 오히려 화근이 될 것이라고 불안해하여 문중에서는 전체 회의를 열어 숙고한 끝에 아기장수가 성장하기 전에 처단할 것을 결의하였다. 워낙 힘이 센지라 여럿이 커다란 바위로 눌러 죽였다. 아기를 양지 쪽에 묻어 주려고 땅을 파보았더니 거기에서 투구와 칼이 나왔다"는 이야기는 아기를 돌로 눌러 죽였다는 것이 화소(話素)의 모티프가 되는 것이며, 땅을 파보았더니 거기에서 투구와 칼이 나왔다는 것은 화조(化鳥)의 모티프가 되는 것이다.
예를 들면 "ⓐ아기장수가, ⓑ죽어서, ⓒ투구와 칼이 되었다."는 적어도 세 어휘인 ⓐ ⓑ ⓒ로 구성된 것이니, 이 구성된 어휘나 구절을 화소(話素)라고 하면, 수많은 비슷한 전설의 변이를 들어 해석하기가 편리하다. ⓐ과 ⓑ는 같은데 ⓒ이 용마(龍馬)로 바뀔 수도 있고, 투구와 칼로 바뀔 수도 있기 때문에 이들 바뀌는 어휘를 주목해야 한다. 그런데 ⓐ그 아기장수는 누구인가, ⓑ왜 죽어야만 하는가, ⓒ용마나 투구와 칼로 변한 이유는 무엇인가? 여기에서 투구와 칼이 갖는 어휘의 어떤 내적 의미가 작용하는 것일까? 하는 의문이 뒤따르기에 이 화소가 갖는, 이야기를 형성시키는 내적 의미를 찾아야 한다.(법화산「아기장수와 용마바위」전설 참조)
이것을 속성(屬性)이라 할 때 전설을 종적(縱的)으로 분석해가면, '전설형→삽화→모티프→화소→속성' 같은 구조단위가 설정된다. 속성단계에 이르면 구조와 의미가 미시적인 경지에서 만나므로 구분이 모호해지게 되지만 화소에 곁따르므로 구조단위로 삼는 것이다. 이것이 전형적인 전설의 구조라고 부르고 있다.

## 같이 보기
- 설화
- 민담
- 신화
- 괴담
- 도시전설